# أوليفر سميثيز

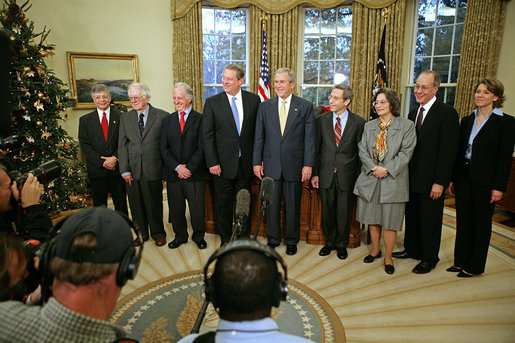
أوليفر سميثيز (الثاني على اليسار)

أوليفر سميثيز (بالإنجليزية: Oliver Smithies)‏ (23 يونيو 1925 – 10 يناير 2017) هو عالم وراثة أمريكي بريطاني وعالم في الكيمياء الحيويّة الفيزيائيّة. اشتهر بتقديمه النشاءَ وسيطًا للرحلان الكهربائي الهلامي في عام 1955، واكتشافه تقنية التأشيب المتماثل للدنا المعدل وراثيًا مع الدنا الجينومي بالتزامن مع ماريو كابيكي ومارتن إيفانز، وهي طريقة أكثر موثوقية لتغيير جينوم الحيوان من سابقاتها، والتقنية الكامنة وراء استهداف الجينات والفئران المعطلة جينيًا. حصل على جائزة نوبل في الطب أو علم وظائف الأعضاء في عام 2007 لعمله في مجال علم الوراثة.

## المسيرة المهنية
حصل سميثيز على زمالة صندوق الكومنولث لشغل منصب ما بعد الدكتوراه في الولايات المتحدة، في مختبر جاي. دبليو. ويليامز في قسم الكيمياء التابع لجامعة ويسكنسن-ماديسون. بعد ذلك، أجبره حدوث مشكلة في نيل تأشيرة دخول إلى الولايات المتحدة، بسبب وضع زمالة صندوق الكومنولث، على مغادرة الولايات المتحدة. منذ عام 1953 وحتى عام 1960، عمل عضوًا مساعدًا في هيئة التدريس والأبحاث، تحت إشراف باحث الأنسولين ديفيد إيه. سكوت، في مختبر كانوت للأبحاث الطبية في جامعة تورنتو في كندا. تعلم علم الوراثة الطبية من نورما فورد ووكر في مستشفى الأطفال في تورنتو.
في عام 1960، عاد سميثيز إلى جامعة ويسكنسن-ماديسون، حيث عمل في قسم علم الوراثة حتى عام 1988 مساعدًا، ومشاركًا، وأستاذًا بدرجة ليون جاي كول وهيلديل في علم الوراثة وعلم الوراثة الطبية بصورة متعاقبة. بعد ذلك، كان أستاذًا متميزًا في علم الأمراض والطب المخبري في جامعة ولاية كارولاينا الشمالية في تشابل هيل. واصل العمل في مختبره هناك يوميًا حتى الثمانينيات من عمره. شارك بتأليف ما مجموعه أكثر من 350 ورقة بحثية ومراجعة، يمتد تاريخها منذ عام 1948 وحتى عام 2016.

## الأبحاث
طوّر سميثيز تقنية الرحلان الكهربائي الهلامي باستخدام قالب من النشاء، وكان ذلك على هامش بحثٍ (غير مثمر) حول جزيء طليعة الأنسولين، في جامعة تورنتو. أدى هذا إلى تحسين القدرة على فرز البروتينات بواسطة الرحلان الكهربائي. ساعده أوتو هيلر تقنيًا في عمله اللاحق المتعلق بالرحلان الكهربائي. استخدم الرحلان الكهربائي للنشاء للكشف عن الاختلافات بين بروتينات الدم الطبيعية لدى البشر، وأظهر بالتعاون مع نورما فورد ووكر أن الاختلافات موروثة، ما حفّز اهتمامه بعلم الوراثة.
في أثناء وجوده في جامعة ويسكنسن في ثمانينيات القرن العشرين، طور سميثيز استهداف الجين في الفئران، وهي طريقة لاستبدال جينات الفئران المفردة باستخدام التأشيب المتماثل. طوّر ماريو كابيكي التقنية أيضًا بشكل مستقل. يُعد هذا البحث أساسَ الطرق المستخدمة في جميع أنحاء العالم من أجل التحقق من دور جينات معينة في مجموعة واسعة من الأمراض البشرية بما فيها السرطان والتليف الكيسي وداء السكري. في عام 2002، عمل سميثيز مع زوجته نوبيو مايدا على دراسة ارتفاع ضغط الدم باستخدام الفئران المعدلة وراثيًا.

## الحياة الشخصية
تزوج سميثيز لويس كيتز في خمسينيات القرن العشرين، وهي عالمة فيروسات في جامعة ويسكنسن، وانفصلا في عام 1978. كانت زوجته الثانية، نوبيو مايدا، أستاذة في علم الأمراض في جامعة كارولاينا الشمالية. كان سميثيز مواطنًا أمريكيًا متجنسًا، وعلى الرغم من إصابته بعمى الألوان، فقد حاز على رخصة لقيادة الطائرات الخاصة وتمتع بالطيران الشراعي. وصف نفسه بأنه ملحد.
توفي سميثيز في 10 يناير عام 2017 عن عمر ناهز 91 عامًا.

## وصلات خارجية
- أوليفر سميثيز على موقع الموسوعة البريطانية (الإنجليزية)
- أوليفر سميثيز على موقع مونزينجر (الألمانية)
- أوليفر سميثيز على موقع إن إن دي بي (الإنجليزية)